# 伊犁柳
伊犁柳（学名：Salix iliensis）为杨柳科柳属的植物。分布于巴基斯坦、中亚地区、阿富汗以及中国大陆的新疆等地，生长于海拔1,400米至2,700米的地区，常生长在常与云杉林伴生，目前尚未由人工引种栽培。